# 小行星8061
小行星8061（8061 Gaudium）是一颗绕太阳运转的小行星，为主小行星带小行星。该小行星于1975年10月27日发现。

## 轨道参数
小行星8061的轨道半长轴为3.1767447 UA，离心率为0.188。